# 芳心終結者
〈芳心終結者〉（英語：Heartbreaker）是美國女歌手瑪麗亞·凱莉在1999年9月發行的單曲，它曾獲得美國單曲榜和節奏藍調單曲榜各兩週冠軍，成為瑪麗亞·凱莉第14首全美冠軍單曲。

## 歌曲介紹

### 收錄專輯
〈芳心終結者〉最早收錄於瑪麗亞·凱莉第七張個人錄音室專輯《七色彩虹》（英語：Rainbow）中，〈芳心終結者〉亦是這張專輯的首支主打單曲。

### 單曲簡介
〈芳心終結者〉由瑪麗亞·凱莉偕同樂壇當紅黑人饒舌歌手Jay-Z合作譜寫編製，Jay-Z也在這首單曲中客串獻聲。瑪麗亞·凱莉在〈芳心終結者〉中使用了大量的氣聲來演唱，除了依舊展現她炫技的花式唱腔之外，再加入氣音、海豚音和聲以及Jay-Z的饒舌層層堆疊，〈芳心終結者〉儼然是要討好當時美國流行樂壇以黑人音樂為主的市場，而特地打造的商業作品。
瑪麗亞·凱莉在〈芳心終結者〉的音樂影片中大玩分身遊戲，她一人分飾兩角，在影片中搞笑賣弄風騷，和她以往在音樂影片中的形象大異其趣。〈芳心終結者〉音樂影片耗資的成本超過250萬美金，是最昂貴的音樂影片之一。

### 商業成績
〈芳心終結者〉在1999年9月4日進入美國單曲榜，首週成績不算太高僅第60名，但經過一個月的爬升，1999年10月9日由第16名跳升至冠軍位置同時蟬連兩週，成為瑪麗亞·凱莉第14首全美冠軍單曲。〈芳心終結者〉在單曲榜內共停留了20週，單曲銷售為50萬張，在摘下流行榜冠軍寶座當週的同時，〈芳心終結者〉也摘下節奏藍調單曲榜的冠軍。在該年度的年終百大單曲榜中，〈芳心終結者〉位居第35名。
瑪麗亞·凱莉單曲和專輯在英國排行榜上的成績，往往都不及她在美國的一半，〈芳心終結者〉在英國單曲榜的最高成績為第5名。

## 樂壇紀錄
瑪麗亞·凱莉在1999年締造第14首全美冠軍單曲〈芳心終結者〉，一項新的歷史紀錄馬上被改寫，她在單曲榜冠軍總週數達到60週，超越了披頭四樂團維持長達41年的59週紀錄，成為史上擁有冠軍單曲週數最多的藝人。